# مازوت‌لو
مازوت‌لو (ترکی آذربایجانی: Mazutlu) یک منطقهٔ مسکونی در جمهوری آرتساخ است که در استان کاشاتاق واقع شده‌است.